# Узинська вулиця
Узи́нська ву́лиця — вулиця у Святошинському районі міста Києва, селище Перемога. Пролягає від залізниці до вулиці Василя Верховинця. 

## Історія
Вулиця виникла у 50-ті роки ХХ століття під назвою Завулок № 3. Сучасна назва на честь м. Узин — з 1968 року.